# UCI Asia Tour de 2012-2013
O UCI Asia Tour 2012-2013 foi a nona edição do calendário ciclístico internacional asiático. Iniciou-se a 20 de outubro de 2012 na China, com o Tour de Hainan e finalizou a 23 de setembro de 2013 também na China com o Tour da China II.
O ganhador da classificação individual foi Julián Arredondo da equipa japonêsa Nippo-De Rosa. As vitórias no Tour de Langkawi e Kumano e o segundo posto na Volta ao Japão, foram os principais resultados do colombiano. O segundo lugar foi para o checo Alois Kaňkovský, sendo a Tour da China II a sua vitória mais importante. Terceiro foi o iraniano Ghader Mizbani quem ganhou 4 carreiras do calendário, os tours de Singkarak, Bornéu, Irão e Filipinas.
O Irão dominu com amplitude a classificação por países enquanto por equipas o triunfo ficou (pela 5ª vez) para a Tabriz Petrochemical do Irão, seguido da Nippo-De Rosa e a ASC Dukla Praha da República Checa.

## Carreiras e categorias
Disputaram-se um total de 30 carreiras, seis de categoria .HC (máxima), as mesmas que na edição anterior. Eles foram os Tours de Hainan, Catar, Omã, Langkawi, a Volta ao Lago Qinghai e a Japan Cup.
As carreiras .1 foram o Tour de Taiwan e os Tours da China (que novamente foram duas carreiras em 2013). A estas se somaram o Tour do Lago Taihu e a Volta ao Japão que ascenderam a categoria 2.1. O resto das carreiras foram .2 (última categoria), que junto às carreiras em estrada e contrarrelógio do Campeonato da Ásia de Ciclismo formaram o calendário 2012-2013.
Além destas carreiras, alguns campeonatos nacionais de estrada e contrarrelógio também pontuaram para o UCI Asia Tour, dependendo da classificação por países da edição anterior.

## Equipas
As equipas que podem participar nas diferentes carreiras dependem da categoria das mesmas. A maior nível de uma carreira podem participar equipas a mais nível. As equipas UCI ProTeam, só podem participar das carreiras .HC e .1 mas têm cota limitada e os pontos que conseguem seus ciclistas não vão à classificação.
| Categoria | Categoria                      | Equipas                                                                                 |
| --------- | ------------------------------ | --------------------------------------------------------------------------------------- |
| .HC       | 1.hc (Carreira de um dia)      | ProTeam (max 50%) Profissionais Continentais Continentais Selecções nacionais           |
| .HC       | 2.hc (Carreira de vários dias) | ProTeam (max 50%) Profissionais Continentais Continentais Selecções nacionais           |
| .1        | 1.1 (Carreira de um dia)       | ProTeam (max 50%) Profissionais Continentais Continentais Selecções nacionais           |
| .1        | 2.1 (Carreira de vários dias)  | ProTeam (max 50%) Profissionais Continentais Continentais Selecções nacionais           |
| .2        | 1.2 (Carreira de um dia)       | Profissionais Continentais Continentais Selecções nacionais Selecções regionais Amadors |
| .2        | 2.2 (Carreira de vários dias)  | Profissionais Continentais Continentais Selecções nacionais Selecções regionais Amadors |

Para favorecer o convite às equipas mais humildes, a União Ciclista Internacional publicou a 31 de janeiro de 2013 um "ranking fictício" das equipas Continentais, sobre a base dos pontos obtidos pelos seus ciclistas na temporada anterior. Os organizadores de carreiras .1 e .2 devem obrigatoriamente convidar aos 3 primeiros desse ranking e desta forma podem aceder a um maior número de carreiras. Neste circuito os convidados acedem automaticamente às carreiras .1 e .2 foram a Terengganu Cyclig Team, Aisian Racing Team e Team Nippo-De Rosa ainda que a diferença do UCI WorldTour as equipas podem recusar dito convite.

## Calendário
Conta com as seguintes provas, tanto por etapas como de um dia.

### Outubro de 2012
| Data     | Carreira       | Cat. | Ganhador        | Equipa do ganhador  |
| -------- | -------------- | ---- | --------------- | ------------------- |
| 20 ao 28 | Tour de Hainan | 2.hc | Dmitriy Gruzdev | Astana              |
| 21       | Japan Cup      | 1.hc | Ivan Basso      | Liquigas-Cannondale |

### Novembro de 2012
| Data     | Carreira           | Cat. | Ganhador      | Equipa do ganhador |
| -------- | ------------------ | ---- | ------------- | ------------------ |
| 1 ao 8   | Tour do Lago Taihu | 2.1  | Milan Kadlec  | ASC Dukla Praha    |
| 18 ao 20 | Tour de Fuzhou     | 2.2  | Ki Ho Choi    | Hong Kong Chinesa  |
| 25       | Tour de Okinawa    | 1.2  | Thomas Palmer | Drapac             |

### Dezembro 2012
| Data     | Carreira         | Cat. | Ganhador   | Equipa do ganhador |
| -------- | ---------------- | ---- | ---------- | ------------------ |
| 7 ao 9   | Tour de Ijen     | 2.2  | Ki Ho Choi | Hong Kong Chinesa  |
| 17 ao 21 | Tour de Vietname | 2.2  | En Huang   | Max Success Sports |

### Fevereiro de 2013
| Data     | Carreira         | Cat. | Ganhador         | Equipa do ganhador      |
| -------- | ---------------- | ---- | ---------------- | ----------------------- |
| 3 ao 8   | Tour de Catar    | 2.hc | Mark Cavendish   | Omega Pharma-Quick Step |
| 11 ao 16 | Tour de Omã      | 2.hc | Chris Froome     | Sky                     |
| 21 ao 2  | Tour de Langkawi | 2.hc | Julián Arredondo | Nippo                   |

### Março de 2013
| Data     | Carreira                                  | Cat. | Ganhador            | Equipa do ganhador |
| -------- | ----------------------------------------- | ---- | ------------------- | ------------------ |
| 14       | Campeonato Asiático Contrarrelógio sub-23 | CC   | Daniil Fominykh     | Cazaquistão        |
| 14       | Campeonato Asiático Contrarrelógio        | CC   | Muradjan Halmuratov | Uzbequistão        |
| 16       | Campeonato Asiático em Estrada sub-23     | CC   | Ali Khademi         | Irão               |
| 17       | Campeonato Asiático em Estrada            | CC   | Muradjan Halmuratov | Uzbequistão        |
| 18 ao 24 | Tour de Taiwan                            | 2.1  | Bernard Sulzberger  | Drapac             |

### Abril de 2013
| Data     | Carreira              | Cat. | Ganhador       | Equipa do ganhador   |
| -------- | --------------------- | ---- | -------------- | -------------------- |
| 1 ao 6   | Tour da Tailândia     | 2.2  | Ki Ho Choi     | Hong Kong Chinesa    |
| 13 ao 16 | Tour das Filipinas    | 2.2  | Ghader Mizbani | Tabriz Petrochemical |
| 21       | Melaka Governor's Cup | 1.2  | Lex Nederlof   | CCN                  |

### Maio 2013
| Data     | Carreira       | Cat. | Ganhador          | Equipa do ganhador   |
| -------- | -------------- | ---- | ----------------- | -------------------- |
| 19 ao 26 | Volta ao Japão | 2.1  | Fortunato Baliani | Nippo-De Rosa        |
| 22 ao 27 | Tour do Irão   | 2.2  | Ghader Mizbani    | Tabriz Petrochemical |
| 30 ao 2  | Tour de Kumano | 2.2  | Julián Arredondo  | Nippo-De Rosa        |

### Junho 2013
| Data     | Carreira          | Cat. | Ganhador       | Equipa do ganhador   |
| -------- | ----------------- | ---- | -------------- | -------------------- |
| 2 ao 9   | Tour de Singkarak | 2.2  | Ghader Mizbani | Tabriz Petrochemical |
| 9 ao 16  | Tour da Coreia    | 2.2  | Michael Cuming | Rapha Condor JLT     |
| 26 ao 30 | Jelajah Malaysia  | 2.2  | Sea Keong Loh  | OCBC Singapore       |

### Julho de 2013
| Data    | Carreira              | Cat. | Ganhador          | Equipa do ganhador   |
| ------- | --------------------- | ---- | ----------------- | -------------------- |
| 7 ao 20 | Volta ao Lago Qinghai | 2.hc | Samad Poor Seiedi | Tabriz Petrochemical |

### Agosto 2013
| Data     | Carreira       | Cat. | Ganhador       | Equipa do ganhador   |
| -------- | -------------- | ---- | -------------- | -------------------- |
| 18 ao 22 | Tour de Borneo | 2.2  | Ghader Mizbani | Tabriz Petrochemical |

### Setembro de 2013
| Data     | Carreira              | Cat. | Ganhador             | Equipa do ganhador |
| -------- | --------------------- | ---- | -------------------- | ------------------ |
| 4 ao 7   | Tour do Leste de Java | 2.2  | José Toribio Alcolea | Ukyo               |
| 14 ao 16 | Tour de Hokkaido      | 2.2  | Thomas Lebas         | Bridgestone Anchor |
| 14 ao 21 | Tour da China I       | 2.1  | Kyrill Pozdnyakov    | Synergy Baku       |
| 24 ao 30 | Tour da China II      | 2.1  | Alois Kaňkovský      | ASC Dukla Praha    |

## Classificações finais
- As classificações finalizaram da seguinte forma:[2]

### Individual
- Nota: Total de corredores com pontuação: 370

1. 1 2  Sem equipa profissional.

1. 1 2 3 4  Corredores menores de 23 anos.

### Equipas
- Nota: Total de equipas com pontuação: 70

### Países
- Nota: Total de países com pontuação: 19

### Países sub-23
| Posição | País        | Pontos |
| ------- | ----------- | ------ |
| 1º      | Hong Kong   | 460    |
| 2º      | Cazaquistão | 405    |
| 3º      | Irão        | 223    |
| 4º      | Malásia     | 127,25 |
| 5º      | Líbano      | 84     |

| 6º  | Coreia do Sul | 84 |
| 7º  | Indonésia     | 48 |
| 8º  | Tailândia     | 42 |
| 9º  | Japão         | 41 |
| 10º | Uzbequistão   | 22 |

## Progresso das classificações
| Data                    | Classificação individual | Classificação por equipas | Classificação por países | Classificação por países sub-23 |
| ----------------------- | ------------------------ | ------------------------- | ------------------------ | ------------------------------- |
| 25 de outubro de 2012   | Julián Arredondo         | -                         | Japão                    | Hong Kong                       |
| 25 de novembro de 2012  | Alexander Serebryakov    | -                         | Hong Kong                | Hong Kong                       |
| 25 de dezembro de 2012  | Alexander Serebryakov    | -                         | Hong Kong                | Hong Kong                       |
| 25 de janeiro de 2013   | Ki Ho Choi               | ASC Dukla Praha           | Hong Kong                | Hong Kong                       |
| 25 de fevereiro de 2013 | Ki Ho Choi               | ASC Dukla Praha           | Hong Kong                | Hong Kong                       |
| 25 de março de 2012     | Julián Arredondo         | Drapac                    | Hong Kong                | Hong Kong                       |
| 25 de abril de 2013     | Ki Ho Choi               | Drapac                    | Hong Kong                | Hong Kong                       |
| 25 de maio de 2013      | Ki Ho Choi               | Drapac                    | Hong Kong                | Hong Kong                       |
| 25 de junho de 2013     | Julián Arredondo         | Nippo-De Rosa             | Irão                     | Hong Kong                       |
| 25 de julho de 2013     | Julián Arredondo         | Tabriz Petrochemical      | Irão                     | Hong Kong                       |
| 15 de agosto de 2013    | Julián Arredondo         | Tabriz Petrochemical      | Irão                     | Hong Kong                       |
| 25 de agosto de 2013    | Julián Arredondo         | Tabriz Petrochemical      | Irão                     | Hong Kong                       |
| 30 de setembro de 2013  | Julián Arredondo         | Tabriz Petrochemical      | Irão                     | Hong Kong                       |
| Final                   | Julián Arredondo         | Tabriz Petrochemical      | Irão                     | Hong Kong                       |